# Pandercetes niger
Pandercetes niger là một loài nhện trong họ Sparassidae.
Loài này thuộc chi Pandercetes. Pandercetes niger được Anna Maria Sibylla Merian miêu tả năm 1911.